# نادي لوتون تاون
نادي لوتون تاون لكرة القدم (بالإنجليزية: Luton Town Football Club)‏ نادي كرة قدم إنجليزي يقع مقره في لوتن في بيدفوردشير. ويلعب حالياً في الدوري الإنجليزي الممتاز مع بداية موسم 2023–24. تأسس عام 1885.